# Neophaenis trinitatis
Neophaenis trinitatis là một loài bướm đêm trong họ Noctuidae.